# Marcus
Marcus（日语：マーカス）是日本一家過去曾經在1990年代後半從事動畫和電子遊戲企劃製作的公司，代表人是窪田正義。

## 概要
1998年，以戀愛模擬遊戲《青澀之戀》讓公司一舉成名，同年也在東京電視台播放同名作品的電視動畫。
由於《青澀之戀》之續篇《青澀之戀2》的故事內容設定來個180度大轉變，讓外界震撼而引發不滿；又因為製作進度遲緩和歷經數次延期發售的影響，收益、評價、人氣各方面迅速陷入低迷。Marcus面臨破產而解散。之後，窪田和妻子有栖川惠另外成立Wonderfarm繼承之前Marcus大多數作品的權利，而窪田以筆名六月十三投入動畫及遊戲軟體編劇。
聲優團隊方面，被稱作SG GIRLS的《青澀之戀》12位女主角的配音員當中，有6人是青二Production的新人，另外同期出道的岡田純子、岡本麻見、鈴木麗子、今野宏美、牧島有希、西口有香6人俗稱「兔子組」。

## 作品列表
青澀之戀相關
- 青澀之戀，又譯青澀寶貝（1998年）－Marcus製作的戀愛模擬電玩遊戲。
- 青澀之戀 (動畫)（日语：センチメンタルジャーニー (アニメ)）（動畫製作：日昇動畫，1998年）－原作戀愛模擬電玩遊戲改編電視動畫。
- 青澀之戀2（日语：センチメンタルグラフティ2）（2000年）

青澀之戀之外作品
- 守護者列傳（製作公司：SEGA，1996年）－遊戲開頭動畫。
- 少女捜査網（OVA，1996年）－動畫製作。
- MVP E.M.U music video（日语：卒業M#OVA MVP E.M.U music video）（OVA，1996年）－動畫製作。
- 卒業III ～Wedding Bell～（日语：卒業III 〜Wedding Bell〜）（企劃／製作，1998年）
- 西部曠野天使（原作，1999年發表）－Marcus破產後中止販售遊戲版。版權被東寶賣掉作為media mix作品，2003年推出OVA（全1話，動畫製作：OLM）。

## 過往所屬聲優
- 岡田純子
- 岡本麻見
- 鈴木麗子
- 今野宏美
- 牧島有希
- 西口有香

在《青澀之戀》登場的12位女主角的配音員之中，有6人是公開徵選入選者，並以『兔子組』團名參加同名作品的宣傳促銷活動。
《青澀之戀》相關活動結束之後，兔子組的成員岡田純子移籍Aksent，其他5人移籍青二Production。從此青二Production不再為《青澀之戀》贊助，還有安達妙子在的聲優岡田純子由於不繼續參加《青澀之戀2》的配音，因此改由有島Moyu接替。

## 相關項目
- 青澀之戀 (包括2和動畫)
- SG GIRLS（日语：SGガールズ）
- Wonderfarm（日语：ワンダーファーム）
- 佐藤博暉